# Polytrichum gymnophyllum
Polytrichum gymnophyllum là một loài Rêu trong họ Polytrichaceae. Loài này được (Mitt.) Kindb. miêu tả khoa học đầu tiên năm 1888.